# ألبرتو لوبيز خيمينيز
ألبرتو لوبيز خيمينيز (بالإسبانية: Alberto López Jiménez)‏ (27 مايو 1995 في إسبانيا - ) هو لاعب كرة قدم إسباني في مركز الدفاع. لعب مع ريال مورسيا.

## وصلات خارجية
- ألبرتو لوبيز خيمينيز على موقع قاعدة بيانات كرة القدم.إي يو (الإنجليزية)
- ألبرتو لوبيز خيمينيز على موقع Soccerway.com (الإنجليزية)
- ألبرتو لوبيز خيمينيز على موقع AS.com (الإسبانية)